# أوليفر فرويند
أوليفر فرويند (بالألمانية: Oliver Freund)‏ هو لاعب كرة قدم ألماني في مركز قلب الدفاع، ولد في 15 أبريل 1970 في فرايبورغ في ألمانيا. لعب مع رابيد فيينا وفيردر بريمن ونادي أوسنابروك ونادي فرايبورغ وهانوفر 96.

## وصلات خارجية
- أوليفر فرويند على موقع قاعدة بيانات كرة القدم.إي يو (الإنجليزية)
- أوليفر فرويند على موقع بيانات كرة القدم. دي إي (الألمانية)
- أوليفر فرويند على موقع عالم كرة القدم.نت (الإنجليزية)